# Manželé a podnikatelky
Manželé a podnikatelky (v anglickém originále Husbands and Knives) jsou 7. díl 19. řady (celkem 407.) amerického animovaného seriálu Simpsonovi. Scénář napsal Matt Selman a díl režírovala Nancy Kruseová. V USA měl premiéru dne 18. listopadu 2007 na stanici Fox Broadcasting Company a v Česku byl poprvé vysílán 8. března 2009 na stanici ČT2.

## Děj
Komiksák naúčtuje Milhouseovi 25 dolarů za to, že omylem zničil komiks Wolverine, když mu jedna z jeho slz ukápla na obálku a rozmazala jednu z Wolverinových kotlet poté, co ji poškrábal nechvalně známý prvek „vyskakovacích drápů“ v Komiksákově obchodu. Poté, co Bart prohlásí, že události v komiksech nejsou „skutečné“, Komiksák jemu a ostatním dětem řekne, aby vypadli z obchodu, právě když se naproti přes ulici otevře nový obchod s komiksy Coolsville Comics & Toys. Když děti dorazí do Coolsvillu, majitel obchodu, hipster jménem Milo, jim dá japonské bonbony a pozve je na slavnostní otevření. Obchod je plný nejen komiksů, ale také videoher a moderního umění, což mu dodává sofistikovaný arkádový vzhled. Když Líza omylem roztrhne stránku v knize Tintinova dobrodružství, Milo ji ujistí, že knihy jsou určeny k tomu, aby se četly a bavily. 
Obchod se stává ještě populárnějším a hostí Arta Spiegelmana, Daniela Clowese a Alana Moora, kteří sem zavítají na autogramiádu. Komiksák se žárlivě snaží sabotovat Milovu popularitu tím, že prozradí, že má přítelkyni (kterou už přijali, protože je stejně jako Milo hipsterka), a podplácí děti „japonskými zbraněmi“. Když to nezabere, pokusí se Komiksák zbraně použít ke zničení Coolsvillu, ale je zkrocen třemi autory, kteří si sundají trička a odhalí svalnaté postavy superhrdinů. 
Poté, co se Marge porovná s kartonovou vystřihovánkou Wonder Woman, rozhodne se stát štíhlejší. Při cvičení ve velké posilovně se potýká s běžeckým pásem a stydí se sprchovat na veřejnosti, a proto se rozhodne otevřít posilovnu pro obyčejné ženy. 
Komiksák to nakonec vzdá a zavře svůj obchod, který získá Marge a otevře v jeho prostorách cvičební centrum určené pouze pro ženy, jež se okamžitě stane hitem. Mnoho žen ze Springfieldu Marginu snahu komentuje; další provozovnu si otevře v opuštěném Krusty Burgeru. Po rozhovoru v ženském televizním pořadu Opal se Marge stane mezinárodním hitem. Homer a Marge odjíždějí na luxusní dovolenou do hotelu. Homer se setká se skupinou tří urostlých mladíků, kteří mu řeknou, že je na „podpoře manželky“. Všichni jsou „trofejní“ manželé a přesvědčují Homera, že ho Marge brzy opustí kvůli zdravějšímu muži. Vyjmenují fáze, které nastanou v jejich manželství, než ho Marge odkopne. Když k nim začne docházet, Homer zaslechne, jak se Marge baví se skupinou žen o kopačkách. Homer se domnívá, že je dostane on, ačkoli ona ve skutečnosti mluví o své kabelce. Jeden ze tří mladších mužů Homerovi řekne, že je ve skutečnosti první manžel, který býval tlustý a ošklivý, ale změnil se díky módě, dietě a cvičení. Homer se však rozhodne, že potřebuje podstoupit plastickou operaci. 
Homer se pokusí získat Marge zpět tím, že si nechá sešít břicho. Je nyní mnohem štíhlejší a musí si jídlo zkapalňovat. Homer naláká Marge do postele a vzruší ji, ale musí se ujistit, že je odhalen pouze jeho předek, protože veškerou přebytečnou kůži má svázanou dozadu. Dále si Homer nechá udělat extrémní plastickou operaci. Po dokončení vypadá Homer úplně jinak; je štíhlý, má vypracované svalstvo, užší oči, plnou hlavu černých vlasů a slzné kanálky mu byly mimo jiné přesunuty k bradavkám. Na slavnost, při níž starosta Quimby odměňuje Marge za její práci v obchodě, přichází Homer ve své nové podobě, což vyvolá šok a znechucení celého města. Quimby nařídí, aby si město přineslo vidle a zaútočilo na Homera. Homer a Marge vyběhnou na vrchol springfieldské věže Notre-Dame a Marge se slovy, že chce trofejního manžela, úmyslně shodí Homera z věže. Homer se probudí v nemocnici a je zase jako dřív. Marge mu oznámí, že poté, co byl omráčen, si chirurg vyžádal její svolení k operaci a ona odmítla; vše od Homerovy operace až po jeho „smrt“ byl jen sen. Nechala doktora, aby Homerovi zvrátil sešití žaludku, protože ho miluje bez ohledu na to, jak vypadá. Epizoda končí tím, že Moore, Spiegelman a Clowes sledují Homera a Marge ze vzduchu. Všimnou si, že k Zemi míří meteorit, ale rozptýlí je zpráva o sjezdu málo placených spisovatelů. Odletí a nechají meteorit dopadnout.

## Produkce
Alan Moore nahrál své repliky v říjnu 2006 poté, co autoři oslovili jeho tehdejší snoubenku Melindu Gebbieovou. V dílu hostoval Jack Black jako Milo, majitel podniku Coolsville.

## Kulturní odkazy
Milo zpívá korejskou verzi písně Toma Jonese „What's New Pussycat?“, i když některé části písně jsou náhodná korejská slova. V určitém okamžiku je viděn, jak hraje Dance Dance Revolution a Guitar Hero zároveň. V obchodě s komiksy jde Líza k regálu s Tintinovými dobrodružstvími a Asterixem. Belgický komiks Tintin a francouzský komiks Asterix jsou mezinárodně známé evropské komiksy. Dílo, které čte, Tintin v Paříži, v sérii Tintin neexistuje, ale je v podstatě mišmašem obálky Tintina v zemi Sovětů, ostrova z Černého ostrova a rakety z Destination Moon. K vidění jsou také Tintin v Tibetu, Padající hvězda, Krab se zlatými klepety a Faraonovy doutníky.
Margina posilovna Shapes je parodií na Curves, ačkoli v oblasti Tampy na Floridě existuje skutečný řetězec posiloven známý jako Shapes. Maska Arta Spiegelmana, kterou má na sobě při útoku na Komiksáka během jeho řádění v Coolsvillu, je založena na masce, kterou si nakreslil jako ilustrátor v Mausovi.
Výbuch Alana Moora na Milhouseovu žádost, aby podepsal DVD s filmem Watchmen Babies in V for Vacation, je odkazem na Mooreovu známou otevřenou nespokojenost s adaptacemi jeho děl velkými filmovými studii, zejména na jeho odmítnutí podpořit tehdejší filmovou adaptaci V jako Vendeta, v níž požadoval, aby se jeho jméno neobjevilo v titulcích.
Coolsville Comics & Toys je parodií na obchod Meltdown Comics & Collectibles na Sunset Boulevardu v Hollywoodu v Kalifornii.

## Předpověď požáru Notre-Dame 2019
Po požáru, ke kterému došlo v katedrále Notre-Dame v Paříži ve Francii v dubnu 2019, se objevily zvěsti, že epizoda, v níž dav s pochodněmi pronásleduje Homera a Marge do springfieldské katedrály Notre-Dame, tento požár předpověděla, a dokonce se po sociálních sítích šířila fotografie pana Burnse stojícího před hořící katedrálou Notre-Dame ve Springfieldu. Navzdory popření ze strany různých médií tvrzení na internetu stále přetrvávala. Následně se také rozšířila tvrzení, že věta, kterou jedna z postav ve filmu Před soumrakem z roku 2004 pronesla („Ale musíš si myslet, že Notre-Dame jednou zmizí.“), předpověděla požár.

## Přijetí
Ve Spojených státech díl během premiéry sledovalo 10,55 milionu diváků.
Robert Canning z IGN díl označil za epizodu, která dokáže diváky pobavit a rozesmát. Postavu Mila a Jacka Blacka označil za perfektně padnoucí a obzvlášť se mu líbilo vystoupení komiksových legend Alana Moora, Arta Spiegelmana a Dana Clowese. Poznamenal však, že zápletka s Homerem a Marge „nebyla zdaleka tak zábavná jako kousky související s komiksem“, a epizodě udělil hodnocení 7 z 10.
Patrick D. Gaertner ze serveru Puzzled Pagan napsal: „Asi není dobré znamení, když se na epizodu dívám v neděli a do čtvrtka, kdy ji píšu, si na ni v podstatě nevzpomínám. Ale přesně to se stalo. A myslím, že jedním z problémů epizody je, že se v ní děje příliš mnoho věcí a žádná z nich není dostatečně vymyšlena. Celé první dějství s Coolsvillem by normálně mohlo být samostatnou epizodou, ale místo toho je to nacpané do prvního dějství. Upřímně řečeno to vypadá, že místo toho, aby se děj A a děj B vyprávěly současně jako normálně, tak je prostě rozdělili do vlastních polovin, což působí opravdu divně. Pořád jsem čekal, že se vrátí věci z Coolsvillu, ale jakmile se začne řešit Curves, tak se na celou tuhle zápletku prostě vykašlou. Začíná být také trochu únavné sledovat takovéto díly, které se točí kolem toho, že jeden ze Simpsonových začne nějakou novou kariéru, dosáhne v ní obrovského úspěchu, s vědomím, že se o tom už nikdy nezmíní. Musím předpokládat, že už nikdy neuslyšíme o Curves a že až příště uvidíme něco o komiksech, bude to v Komiksákově obchodě, a ne v Coolsvillu. Ale když pomineme výtky ke struktuře příběhu, taky prostě nejsem fanouškem toho, že tento díl měl být o tom, jak Marge uspěla v něčem, co ji bavilo, aby se pak soustředil na Homera, který je náladový a malicherný. Mohla to být skvělá epizoda o Marge, ale místo toho je to celé o Homerově nejistotě, což je opravdu škoda. Už jsme tu měli spoustu dílů o tom, jak se Marge nedaří rozjet kariéru, a když jí konečně dají něco, v čem je dobrá, skoro ji nevidíme. Je to prostě divné.“.
Dne 11. května 2008 označil časopis Entertainment Weekly roli Jacka Blacka v roli Mila za druhou z 16 skvělých hostujících hvězd v Simpsonových.